# Przylasek Wyciąski
Przylasek Wyciąski – obszar Krakowa wchodzący w skład Dzielnicy XVIII Nowa Huta.
Nazwa miejscowości po raz pierwszy pojawiła się około 1782 r. Wieś została włączona do Krakowa w 1973 r.